# Artés
Artés é um município da Espanha na comarca de Bages, província de Barcelona, Catalunha. Tem 17,9 km² de área e em 2021 tinha 5 782 habitantes (densidade: 323 hab./km²).

## Demografia
| Variação demográfica do município entre 1991 e 2004[carece de fontes?] | Variação demográfica do município entre 1991 e 2004[carece de fontes?] | Variação demográfica do município entre 1991 e 2004[carece de fontes?] | Variação demográfica do município entre 1991 e 2004[carece de fontes?] |
| ---------------------------------------------------------------------- | ---------------------------------------------------------------------- | ---------------------------------------------------------------------- | ---------------------------------------------------------------------- |
| 1991                                                                   | 1996                                                                   | 2001                                                                   | 2004                                                                   |
| 4086                                                                   | 4308                                                                   | 4520                                                                   | 4830                                                                   |